# Patxi Xabier Lezama
Patxi Xabier Lezama Perier (Zalla, Vizcaya, 20 de junio de 1967) es un escultor español del surrealismo y la escultura mitológica,

## Biografía
Nació y creció en la Dictadura de Francisco Franco; experiencia que le marcó de por vida, y marcará también su arte y su forma de expresarse.En los primeros momentos utilizó la Terracota como material de Arte figurativo,centrando sus obras en la escultura de la Mitología vasca. En la década de 1980, se pasó a la madera y adoptó la temática de totemismo. En 1989 realiza la escultura Zaldi manifiesto por la Memoria democrática (España)símbolo antibélico y del Pacifismo que recuerda los bombardeos acaecidos en el País Vasco durante la Guerra Civil Española.  
Hacia 1990, comenzó a emplearse con hierro en una Fragua. Aprendió a trabajar la forja con Luis Padura Elorza, maestro que proviene de familia de herreros desde el siglo XV e inició una serie de esculturas no imitativas, aumentando el interés por el arte y la cultura vasca.
Cada una de sus obras plantea un problema espacial que intenta resolver con la ayuda del material, según sus características o propiedades. De su interés por la arquitecturasurgieron piezas como Amalures su primera Escultura abstracta, nombre de origen vasco que significa "Madre Tierra".El arquetipo de la diosa matriarcal y la estructura simbólica de la imagen femenina de la mitología vasca.Huye de imitar a la naturaleza y va en busca de la creación e Innovación.Su obra está motivada por la interrelación de lo simbólico y lo mitológico.Al igual que los viejos maestros de la corriente más conocida del arte vasco como: Jorge Oteiza, Eduardo Chillida,Agustín Ibarrola y Néstor Basterretxea. El surrealismo le diferencia de los marcados por la abstracción y el esquematismo geométrico.
En 2005 abre una nueva etapa de experimentación.  Anteriormente, su lenguaje había estado dominado por las líneas curvas en talla de piedra, pero ahora adquirirá un ritmo surrealista,más fluido e inquieto, de fácil comprensión en Talla de madera.Paralelamente desarrolló una importante actividad en el campo de la literatura; en los años 90 investigó la lengua vasca.En 2016 publicó Mitología vasca en el que defiende la cultura popular vasca y su identidad.En 2021, donó la escultura "Zaldi" al Museo de las Encartaciones, al darse cuenta de que se había cerrado un círculo al haber utilizado madera procedente de la última restauracióndel Museo realizada por los arquitectos Javier Muñoz y Josu Urriolabeitia.Investigó la mitología en el III milenio aplicando conocimientos de diferentes ramas  integrando en su obra el uso de aplicaciones de inteligencia artificial.En 2024 reivindica una moda responsable con el consumismo desenfrenado utilizando su arte como medio para concienciar a la sociedad sobre los impactos negativos que tiene la industria de la modaen el medio ambiente con la sobreproducción de ropa, promoviendo la sostenibilidad y la adopción de prácticas más respetuosas con el medio ambiente en la industria textil.El mismo año crea la obra ‘Txoria’ en homenaje al legado literario vascoy el poema Txoria txori popularizado por el cantautor Mikel Laboa que se convirtió en un himno durante la dictadura. Evoca tanto la fragilidad como la fortaleza invitando al espectador a reflexionar sobre la naturaleza de la libertad, al mismo tiempo que reivindica la voz y el lugar de la mujer en la sociedad.En 2025 crea la obra ‘Iratxo’ en homenaje a las raíces y herencia cultural vasca,  objeto de estudio por investigadores como Resurrección María de Azkue y José Miguel de Barandiaran.

A través de sus obras busca reflejar la importancia de la memoria y la conexión con sus raíces honrando a los ancestros.En su trabajo se pueden apreciar elementos simbólicos que hacen referencia a la herencia cultural y emocional transmitida a través de generaciones  utilizando técnicas mixtas que combinan elementos tradicionales con modernos renovando la trama del arte moderno en el País Vasco, incorporando elementos míticos y etnográficosen sus creaciones.Sus esculturas no solo representan elementos tradicionales, sino que también reflejan las preocupaciones y aspiraciones de la sociedad vasca moderna. Así, convierte el arte en un vehículo para el diálogo, la reflexión y el cambio social. Su trabajo es una invitación a sumergirse en un mundo donde las fuerzas sobrenaturales y los seres míticos conviven con los humanos. A través de sus esculturas, reinterpreta estas creencias ofreciendo una perspectiva que desafía las nociones convencionales. En este contexto, el escultor revitaliza el arte vasco para las generaciones actuales y futuras, sosteniendo que la tradición vasca es un pilar fundamental que debe ser preservado, pero no como un relicario inmutable, sino como un punto de partida para la innovación. Para él, adaptar el arte vasco a los nuevos tiempos implica entender sus raíces y, a partir de ellas, explorar nuevos materiales, técnicas y conceptos que resonarán con un público contemporáneo. Uno de los aspectos más destacados en la visión de Lezama es la incorporación de tecnologías digitales y técnicas modernas en sus obras. Este enfoque permite que el arte vasco deje de ser solo un símbolo del pasado para convertirse en una expresión viva y dinámica del presente, enfatizando la importancia de abordar temáticas actuales como la identidad, la Memoria histórica,la Sostenibilidad y los desafíos sociales resaltando su relevancia en temas de espiritualidad y cultura.
Ha realizado exposiciones tanto en España como en América. Su trabajo ha sido expuesto en museos y galerías de arte nacionales e internacionales. Su obra está presente en museos, galerías, colecciones de arte privadas y públicas e instituciones culturales de países como España, Francia, Alemania, Inglaterra, Italia, Grecia, Atenas, Egipto, Chile, México, Albania, Rusia, Israel, Polonia, Puerto Rico, Países Bajos, Estonia, Noruega, Suecia, Lituania y Estados Unidos.

## Críticos contemporáneos
Francisco Arroyo Ceballos publicó en la revista Blanco sobre negro, acerca de Lezama: «Patxi Xabier Lezama. Mitología, Tradición y Simbolismo. La evolución es algo innato al ser, a la sociedad y al propio cosmos. El ser humano a lo largo de la historia ha ido evolucionando como fruto de un pensamiento consciente en el que tradición y origen han jugado bazas o pilares fundamentales de alineación con todo lo que supone cualquier forma de expresión. Las muy diferentes formas de expresión no interfieren en manera alguna dentro de lo artístico ya que en muchas ocasiones nos encontramos incluso una más que perfecta conjugación entre tradición, lo que refiere lo ancestral, y modernidad o contemporaneidad. Patxi Xabier Lezama combina todo ello de manera singular. Su obra es fruto de una más que lograda mezcla de la búsqueda de los orígenes o tradición, el gusto por lo mitológico y un surrealismo fuente de una pura necesidad por expresar lo sentido, por resolver el enigma que supone desgranar pieza a pieza lo ensoñado para así procurar dotarlo de vanguardia y modernidad, aderezado con toques de sustancial innovación en los que tiempo y espacio se confunden para así lograr una obra diferente, una obra singularmente digna de ser degustada, disfrutada y, por qué no, admirada. Líneas convergen en suaves curvaturas al antojo de un futurismo latente en el que naturaleza y tierra son de ahora y son del mañana, un orbe disciplinado y regido por el respeto a lo ancestral y dirigido a lo mitológico como fuente de necesidad conceptual. Personalmente quiero reseñar el magnetismo que dichas piezas escultóricas inducen en mí. Una clara conjugación entre atracción, estimulación e incitación a no parar de observarlas. Muy nuevo y ancestral a la vez es lo que Lezama nos presenta. Un tanto arraigado en la cultura vasca pero con toques o extrapolaciones que llaman al espectador a adentrarse en un universo incierto pero de una calma absoluta, sin sonidos que desvirtuasen la obra pero con una gran sensación interna de esperanza en la humanidad mediante un gran cambio producido por otra realidad que está por llegar. Tal vez nos encontramos ante algo basado en herencias pasadas y lo mitológico pero con tintes premonitorios. Algo que es capaz de crear controvertidas sensaciones o sentimientos en nosotros. Algo digno de ser estudiado, referenciado y, por supuesto disfrutado. Una obra elegante y cuidada, con un gran mensaje interior sin lugar a dudas».
Rosalía Torrent. «Hay algo en la obra de Patxi Xabier Lezama que no te deja apartar la mirada de ella, algo intrigante a la vez que paradójicamente familiar. Y es que la ascendencia totémica de sus esculturas forma parte de lo más íntimo de la humanidad, en tal ascendencia nos reconocemos y nos preguntamos sobre nosotros mismos, sobre nuestros orígenes y nuestros deseos. Desde niña he convivido (por mi cercanía con África) con una escultura sobria, de rasgos tan contundentes como parcos. Igualmente, los componentes más surrealistas de la creación, me han acompañado en un devenir forjado por una atípica familia artística. Por esta razón, al enfrentarme con los trabajos de Lezama, se han despertado en mí dos sentimientos homogéneos: el que vivo como persona individual y el que comparto con el resto de seres humanos. Se trata de sentimientos que nos unen al clan por medio de ese tótem que reconocemos como protector, pero que también nos mueven de forma personal al reconocer en él nuestra historia e intimidad. Patxi Xabier Lezama traza sus emblemas desde la mitología del País Vasco, pero el tótem es universal y en él nos reconocemos. Sin embargo, y como todo artista de sólidos fundamentos, su obra no sigue un esquema unívoco. Es cierto que, en muchas de sus creaciones, la verticalidad nos empuja a lugares del espíritu. Pero en esa verticalidad lo ancestral figurativo se mezcla con lo también ancestral (no lo hemos inventado nosotros) abstracto. Y, muy especialmente, sus obras destilan ese componente surreal sin el cual la humanidad sería, desde luego, mucho más tediosa. Porque todos y todas hemos tenido sueños, porque todos y todas nos hacemos preguntas ante el enigma. Y desde luego, las esculturas de este artista son continuas apelaciones a la interrogación. Sin concesiones a lo fácil, viviendo la escultura desde su propia historia, Lezama nos deja imágenes de una fuerte personalidad, porque el aire de familia que pueden tener algunas de las obras se rompe cuando se vive cada una de las obras desde la extrema individualidad de cada ser humano; una individualidad, en este caso, teñida de lo surreal y hermanada con el misterio, pero también con la belleza en algún momento aliada a lo siniestro. En todo ello nos recreamos ante una pregunta final sin respuestas unívocas».
Jesús Ferrero. Los dioses pueden aglutinar dimensiones opuestas, tanto de energía y de paz, como de intensidad y apariencia, de movimiento e inmovilidad. Las esculturas del vasco LEZAMA les rinde un homenaje hasta cierto punto persuasivo en sus amenazas, no idealizado ni celeste, sino en toda su densidad y brutalidad simbólica. Su visión constituye una retrospectiva del mito, un relato de lo que tuvo enormes y sublimes proporciones, de presencias materializadas en su ancestral espíritu. ¡Que los dioses me perdonen la ignominia de no haber nacido!. Gregorio Vigil-Escalera. Miembro de las Asociaciones Internacional, Española y Madrileña de Críticos de Arte (AICA/AECA/AMCA).

## Premios
Medalla de bronce y mención honorífica del patronato de la IV Bienal Internacional de Escultura “Valle de los Sueños” (2012).[cita requerida]

## Museos
- Museo de las Encartaciones.[80][81][82]

- Museo Virtual de la Guerra Civil Española.[83][84]

- Museo de Arte Contemporáneo de Vilafamés.[85][86]

- Museo de la Minería del País Vasco.[87]